# Preston (Lancashire)
Preston város az Egyesült Királyságban, Anglia területén Lancashire grófság székhelye. A Ribble folyó torkolatának csúcsában fekszik. Lakossága 140 ezer fő volt 2012-ben.
A város ipari központ, fontos a repülőgép-, teherautó-, autóbusz-gyártása és gépipara. A prestoni kikötő helyén, amelyet 1981-ben zártak be, 182 ha-os területet alakítottak ki szabadidős tevékenységekre, továbbá lakónegyedek építésére.

## Építmények
| Név és hely | Fotó | Építés  | Megjegyzés |
| --- | ---- | ------- | ---------- |
| Városháza é. sz. 53,75993°, ny. h. 2,69842°53.759930°N 2.698420°WTown Hall                                                           |      | 1933–34 |            |
| Központi buszállomás é. sz. 53,76100°, ny. h. 2,69642°53.761000°N 2.696420°WBus station and car park                                 |      | 1969    |            |
| Főposta é. sz. 53,75960°, ny. h. 2,69947°53.759600°N 2.699470°WPost Office                                                           |      | 1901–03 |            |
| Sessions House é. sz. 53,75955°, ny. h. 2,69855°53.759550°N 2.698550°WSessions House                                                 |      | 1900–03 |            |
| Harris Library, Museum and Art Gallery é. sz. 53,75912°, ny. h. 2,69825°53.759120°N 2.698250°WHarris Library, Museum and Art Gallery |      | 1882–93 |            |
| Deepdale Hall é. sz. 53,76603°, ny. h. 2,69263°53.766030°N 2.692630°WDeepdale Hall                                                   |      | 1829–33 |            |
| Old Penwortham Bridge é. sz. 53,74895°, ny. h. 2,71391°53.748950°N 2.713910°WOld Penwortham Bridge                                   |      | 1759    |            |